# 클라우드 도르니에

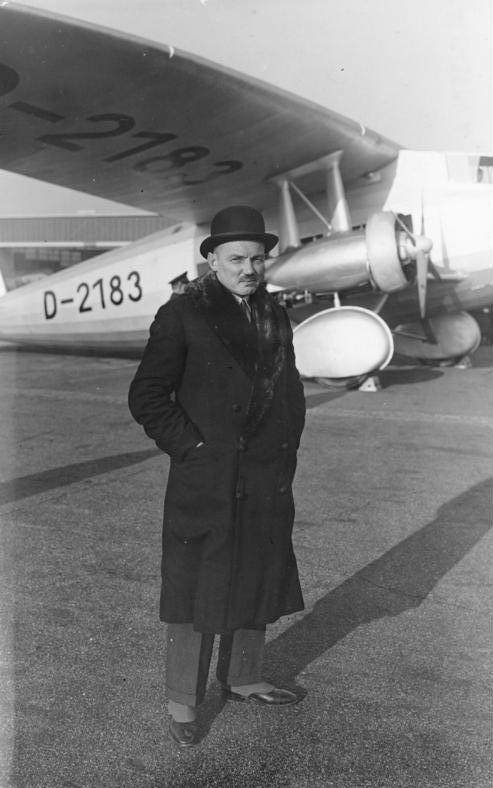

클라우드 도르니에(Claude Dornier, 본명: Calude Honoré Désiré Dornier, 1884년 5월 14일 ~ 1969년 12월 5일)는 독일의 여객기 설계자이자 도르니에 비행기공장의 설립자이다. 저명한 디자인은 수십년 간 세계 최대의 가장 강력한 비행정으로 자리잡았던 12엔진 도르니에 Do X 비행정이 포함된다.
프랑스의 포도주 수입자와 독일의 아내 사이에서 아들로 태어난 클라우드 도르니에는 바이에른주에서 태어나 학교를 다녔으며 주된 관심사는 과학이었다. 도르니에는 뮌헨으로 옮겨서 1907년 뮌헨 공과대학교를 졸업했다.